# Macédoine du Nord aux Jeux olympiques d'été de 2020
La Macédoine du Nord participe aux Jeux olympiques de 2020 à Tokyo au Japon. Il s'agit de sa 7e participation à des Jeux d'été.

## Médaillés
| Sport     | Discipline           | Athlète(s)        | Performance                   | Date       |
| --------- | -------------------- | ----------------- | ----------------------------- | ---------- |
| Taekwondo | Plus de 80 kg hommes | Dejan Georgievski | Vladislav Larine Défaite 15-9 | 27 juillet |

## Athlètes engagés
| Sport      | Hommes | Femmes | Total |
| ---------- | ------ | ------ | ----- |
| Athlétisme | 1      | 0      | 1     |
| Judo       | 0      | 1      | 1     |
| Karaté     | 0      | 1      | 1     |
| Lutte      | 1      | 0      | 1     |
| Natation   | 1      | 1      | 2     |
| Taekwondo  | 1      | 0      | 1     |
| Tir        | 1      | 0      | 1     |
| Total      | 5      | 3      | 8     |

## Résultats

### Athlétisme
La Macédoine du Nord bénéficie d'une place attribuée au nom de l'universalité des Jeux. Jovan Stojoski dispute le 400 mètres masculin.
| Athlète        | Épreuve        | 1er tour | 1er tour | Demi-finale | Demi-finale | Finale  | Finale  |
| Athlète        | Épreuve        | Temps    | Rang     | Temps       | Rang        | Temps   | Rang    |
| -------------- | -------------- | -------- | -------- | ----------- | ----------- | ------- | ------- |
| Jovan Stojoski | 400 m masculin | 46 s 81  | 7e       | Éliminé     | Éliminé     | Éliminé | Éliminé |

### Judo
| Athlète          | Compétition    | 1er tour            | 2e tour             | Quart de finale     | Demi-finale         | Repêchage           | Finale / MB         | Rang     |
| Athlète          | Compétition    | Adversaire Résultat | Adversaire Résultat | Adversaire Résultat | Adversaire Résultat | Adversaire Résultat | Adversaire Résultat | Rang     |
| ---------------- | -------------- | ------------------- | ------------------- | ------------------- | ------------------- | ------------------- | ------------------- | -------- |
| Arbresha Rexhepi | Moins de 52 kg | Giles Défaite 00-11 | Éliminée            | Éliminée            | Éliminée            | Éliminée            | Éliminée            | Éliminée |

### Karaté
| Athlète               | Compétition | Tour de qualification | Tour de qualification | Tour de qualification | Tour de qualification | Phase de classement | Phase de classement | Finale / MB         | Rang     |
| Athlète               | Compétition | 1er kata              | 2e kata               | Moyenne kata          | Place                 | 3e kata             | Place               | Adversaire Résultat | Rang     |
| --------------------- | ----------- | --------------------- | --------------------- | --------------------- | --------------------- | ------------------- | ------------------- | ------------------- | -------- |
| Puleksenija Jovanoska | Kata femmes | 23,80                 | 24,00                 | 23,90                 | 5e                    | Éliminée            | Éliminée            | Éliminée            | Éliminée |

### Lutte
Pour la première fois depuis Pékin 2008, la Macédoine du Nord a qualifié un lutteur en lutte libre -97kg, à la suite d'un classement parmi les six premiers aux Championnats du monde de 2019.
| Athlète             | Compétition  | Huitièmes de finale   | Quarts de finale    | Demi-finale         | Repêchage           | Finale 3e place Classement | Rang |
| Athlète             | Compétition  | Adversaire Résultat   | Adversaire Résultat | Adversaire Résultat | Adversaire Résultat | Adversaire Résultat        | Rang |
| ------------------- | ------------ | --------------------- | ------------------- | ------------------- | ------------------- | -------------------------- | ---- |
| Magomedgadzhi Nurov | 97 kg hommes | Saadaoui Victoire 3-0 | Salas Défaite 4-6   | Éliminé             | Éliminé             | Éliminé                    | 9e   |

### Natation
| Athlète                | Épreuve                   | Série        | Série | Demi-finale | Demi-finale | Finale   | Finale   |
| Athlète                | Épreuve                   | Temps        | Rang  | Temps       | Rang        | Temps    | Rang     |
| ---------------------- | ------------------------- | ------------ | ----- | ----------- | ----------- | -------- | -------- |
| Filip Derkoski         | 400 m nage libre masculin | 4 min 3 s 34 | 36e   | Non disputé | Non disputé | Éliminé  | Éliminé  |
| Mia Blazhevska Eminova | 100 m nage libre féminin  | 57 s 19      | 40e   | Éliminée    | Éliminée    | Éliminée | Éliminée |

### Taekwondo
| Athlète           | Compétition   | Huitièmes de finale | Quarts de finale    | Demi-finale         | Repêchage           | Finale / MB         | Rang                               |
| Athlète           | Compétition   | Adversaire Résultat | Adversaire Résultat | Adversaire Résultat | Adversaire Résultat | Adversaire Résultat | Rang                               |
| ----------------- | ------------- | ------------------- | ------------------- | ------------------- | ------------------- | ------------------- | ---------------------------------- |
| Dejan Georgievski | Plus de 80 kg | Alba Victoire 11-8  | Gbané Victoire 9-4  | In Victoire 12-6    | -                   | Larine Défaite 9-15 | Médaille d'argent, Jeux olympiques |

### Tir
| Athlète           | Compétition                  | Qualification | Qualification | Finale  | Finale  |
| Athlète           | Compétition                  | Points        | Rang          | Points  | Rang    |
| ----------------- | ---------------------------- | ------------- | ------------- | ------- | ------- |
| Borjan Brankovski | Pistolet à air comprimé 10 m | 573           | 21e           | Éliminé | Éliminé |